# Sergio Magano
Sergio Magano Canti, nacido el 12 de junio de 1974 en Madrid, es un futbolista español que jugaba de defensa central.

## Trayectoria
Sergio Magano juega con los juveniles del Real Madrid en la temporada 1992/93. Juega la temporada 1993/94 con el Atlético Malagueño.
En 1994, ficha por el FC Barcelona B donde se queda hasta el 1997. Debuta con el primer equipo del Barça el 24 de mayo de 1994 ante el Sant Andreu en un partido de la Copa Cataluña (victoria por 2 a 0). Con el Barça B juega un total de 36 partidos en Segunda división.
En 1997, ficha por el Manchego, en 1998 por el Albacete Balompié, en 1999 por el Cartagonova, de 2000 a 2002 por el CD Toledo, en 2002 por el San Sebastián de los Reyes, en 2003 por el Sabadell, en 2004 por el Móstoles, de nuevo por el Toledo de 2005 a 2007, en 2007 por el Colmenar Viejo, y de 2008 a 2012  por el Trival Valderas.